# João Grandão
João Batista dos Santos, mais conhecido pelo epíteto de João Grandão, (Rinópolis, 26 de dezembro de 1959) é um advogado, professor, bancário e político brasileiro, outrora deputado federal por Mato Grosso do Sul.

## Dados biográficos
Filho de José Francisco dos Santos e Terezinha dos Santos. Graduado em História pela Universidade Federal de Mato Grosso do Sul em 1984, instituição onde fez mestrado em História da América Latina. Trabalhou no antigo Bamerindus durante o curso superior e em 1985 ingressou no serviço público como professor da rede municipal em Dourados. Advogado formado pela Universidade Integrada de Dourados em 1993, tornou-se professor substituto da UFMS.
Após quatro anos filiado ao PT elegeu-se vereador em Dourados em 1996 e deputado federal por Mato Grosso do Sul em 1998 e 2002, amargou a suplência nos dois pleitos seguintes. Eleito deputado estadual em 2014, fracassou quando tentou renovar o mandato.